# Upper Pohatcong
Upper Pohatcong es un lugar designado por el censo ubicado en el condado de Warren en el estado estadounidense de Nueva Jersey. En el año 2010 tenía una población de 1,781 habitantes.

## Geografía
Upper Pohatcong se encuentra ubicado en las coordenadas 40°40′38.85″N 75°9′20.87″O / 40.6774583, -75.1557972.